# إدواردو غونزاليس
إدواردو غونزاليس (بالإنجليزية: Eduardo Gonzalez) هو سياسي أمريكي، ولد في 9 نوفمبر 1969 في كارديناس في كوبا. حزبياً، نشط في الحزب الجمهوري. وقد انتخب عضو مجلس نواب فلوريدا.